# Cristalería Yungay
La Cristalería Yungay fue una fábrica de cristales y objetos de vidrio ubicada en Quinta Normal, Chile, fundada en 1922 por la firma inglesa Weir Scott & Cía. Durante su auge, en la primera mitad del siglo XX, contó con el respaldo del gobierno de Pedro Aguirre Cerda, quien promovió la industrialización del país mediante la sustitución de importaciones por producción nacional.

## Historia
La fábrica nació como una extensión comercial de Weir Scott, que amplió su giro a la producción de cristales y objetos de vidrio al comprar una fábrica de ese rubro a la Sociedad Carlagnini, Blonsin y Compañía. La fábrica fue bautizada como Establecimientos Yungay y comenzó a producir artículos de vidrio, tocador y limpieza.
La producción de Cristalería Yungay se caracterizó por la técnica artesanal con la que se elaboraban manualmente los objetos de vidrio, utilizando hornos, tornos y esmeriles. La fábrica contaba con artesanos, técnicos, operarios vidrieros y expertos europeos especializados, que transmitieron sus conocimientos a los aprendices chilenos y reprodujeron más de 500 tipos de tallas.
Entre las secciones de la fábrica se encontraban los hornos, la tornería, la bodega y la sala de ventas. La sección de hornos contaba con unas 400 personas que trabajaban en distintas subsecciones, destacando la "gran plaza" donde se elaboraban objetos hechos a mano como jarrones, floreros, centros de mesa y ceniceros. La tornería, por su parte, ocupaba de 80 a 100 talladores simultáneamente, quienes realizaban los detalles más delicados y finos con distintos tipos de esmeriles.
La Cristalería Yungay destacó por la calidad de sus productos, elaborados con una técnica novedosa que permitía cortes mucho más profundos que los realizados en otras fábricas. Uno de sus productos más conocidos fueron las copas de diferentes modelos y tallados según el licor ingerido, las cuales se vendían en juegos de 6 o 12 piezas iguales o diferentes. Las copas se diferenciaban por su forma y tallado, los que se indicaban a través del modelo y el número de talla.
Sin embargo, la fábrica entró en decadencia con la implementación del sistema neoliberal en Chile, que incentivó la masiva introducción de importaciones a precios rebajados. El 14 de mayo de 1980 fue declarada en quiebra, poniendo fin a sus 58 años de existencia.